# بيفل سينجر
بيفل سينجر (بالألمانية: Pavel Singer)‏ هو عازف بيانو نمساوي، ولد في 29 سبتمبر 1962.